# Terry Stotts
Terry Linn Stotts (Cedar Falls, 25 de novembro de 1957), é um treinador norte-americano que atualmente é o treinador assistente principal do Golden State Warriors da National Basketball Association (NBA). Ele foi anteriormente o treinador principal do Portland Trail Blazers de 2012 a 2021.
Após jogar como ala na Europa e na Continental Basketball Association (CBA), onde foi treinado por George Karl, Stotts se tornou parte da equipe técnica de Karl em várias equipes na CBA e NBA. Mais tarde, ele teve oportunidades como treinador principal do Atlanta Hawks e Milwaukee Bucks, antes de ajudar o Dallas Mavericks a conquistar o título da NBA de 2011 como treinador assistente.

## Início da vida e carreira universitária
Stotts nasceu em Cedar Falls, Iowa, mas cresceu em diversos lugares como Illinois, Wisconsin, Guam e Indiana, graduando-se no Bloomington High School North em Bloomington, Indiana, em 1976.
Durante suas quatro temporadas na Universidade de Oklahoma, Stotts foi titular na equipe e foi selecionado para a Equipe da Big Eight Conference em sua última temporada. Ele se formou em Oklahoma em 1980 em Zoologia e obteve um MBA da mesma universidade em 1988, através de uma bolsa de pós-graduação da NCAA.

## Carreira como jogador
Após ter média de 16,9 pontos em seu último ano em Oklahoma, Stotts foi selecionado pelo Houston Rockets na segunda rodada no draft da NBA de 1980, mas não conseguiu uma vaga no time. Ele iniciou sua carreira profissional na Itália antes de se juntar ao time da Continental Basketball Association (CBA) de George Karl, o Montana Golden Nuggets, no início dos anos 1980, onde jogou por três temporadas. Posteriormente, voltou à Europa para jogar por várias temporadas, atuando no Espanha e na França.

## Carreira como treinador

### Início da Carreira e CBA
Após se aposentar como jogador, Stotts se juntou à equipe técnica de Karl como assistente do Albany Patroons da CBA na temporada de 1990-91. Em seu primeiro ano, ele ajudou a liderar os Patroons a um recorde histórico na CBA de 50-6. Stotts então treinou o Fort Wayne Fury da CBA por uma temporada antes de se reunir com Karl na comissão técnica do Seattle SuperSonics na NBA. Mais tarde, ele mudou-se com Karl para o Milwaukee Bucks em 1998.

### Atlanta Hawks
Em 2002, Stotts decidiu se separar de Karl e ingressou no Atlanta Hawks como treinador assistente. Após 27 jogos na temporada, Lon Kruger foi demitido e ele foi promovido a treinador principal. Stotts liderou os Hawks para um recorde de 24–31 antes de ser demitido, retornando ao cargo de treinador assistente no Golden State Warriors.

### Milwaukee Bucks
Em 2005, Stotts tornou-se o treinador principal do Milwaukee Bucks. Ele os conduziu aos playoffs em sua primeira temporada, mas foi demitido no final de sua segunda temporada, em 14 de março de 2007.

### allas Mavericks
Stotts foi contratado como treinador assistente pelo Dallas Mavericks logo após Rick Carlisle ser nomeado treinador principal em setembro de 2008. Ele foi creditado por coordenar o ataque dos Mavericks, que foi uma das mais eficientes da liga em 2010–11, quando conquistaram o título da NBA.

### Portland Trail Blazers

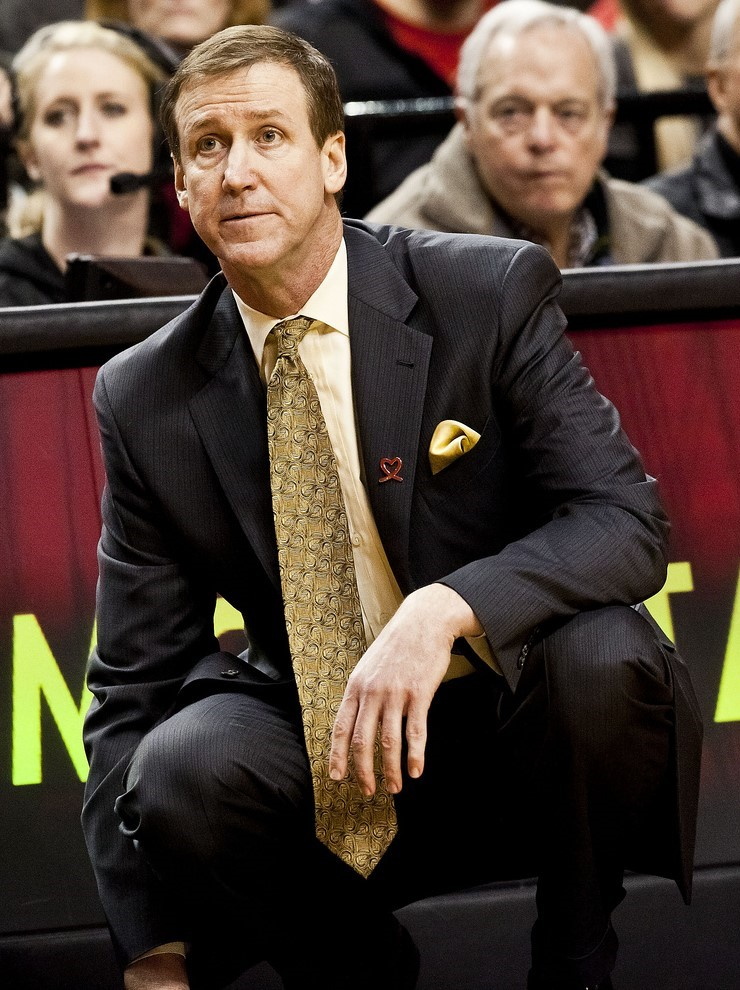
Stotts em ação como treinador do Portland Trail Blazers em 2015

O Portland Trail Blazers contratou Stotts como treinador principal em 7 de agosto de 2012. Em seu primeiro ano, os Blazers tiveram um recorde de 33–49, perdendo seus últimos 13 jogos e ficando fora dos playoffs.
Na segunda temporada com os Blazers, ele levou a equipe a um recorde geral de 54–28. Eles venceram o Houston Rockets na primeira rodada dos playoffs com uma cesta de três pontos no último segundo de Damian Lillard, avançando para a segunda rodada, mas perderam para o eventual campeão da NBA, San Antonio Spurs, em cinco jogos.
Na terceira temporada, Stotts liderou a equipe a um recorde de 51–31. Após algumas lesões importantes, eles perderam para o Memphis Grizzlies na primeira rodada dos playoffs por 4-1.
Apesar de perder quatro titulares, incluindo LaMarcus Aldridge, na entressafra, Stotts liderou os Trail Blazers até a segunda rodada na sua quarta temporada, após derrotar o Los Angeles Clippers na primeira rodada. Na segunda rodada, eles enfrentaram o Golden State Warriors em uma série competitiva de cinco jogos, mas perderam por 4-1. Em 16 de maio de 2016, Stotts concordou com uma extensão de contrato com os Trail Blazers.
Na temporada de 2018-19, Stotts levou os Trail Blazers a um recorde de 53–29 na temporada regular e à sua melhor campanha de playoffs em quase 20 anos. Portland derrotou o Oklahoma City Thunder por 4-1 e o Denver Nuggets por 4-3 nas duas primeiras rodadas, mas foi varrido pelos Warriors nas finais da conferência.
Em 4 de junho de 2021, após perder para os Nuggets em seis jogos para sua quarta eliminação na primeira rodada em cinco anos, Stotts e os Blazers concordaram mutuamente em se separar. Ele deixou o clube com a segunda maior quantidade de vitórias na história da franquia com 402.

### Milwaukee Bucks
Em 28 de junho de 2023, Stotts foi contratado pelo Milwaukee Bucks como treinador assistente. No entanto, em 19 de outubro de 2023, um dia antes do último jogo da pré-temporada dos Bucks, ele renunciou.

## Estatísticas como treinador principal
| Time      | Ano     | Temporada regular | Temporada regular | Temporada regular | Temporada regular | Temporada regular      | Playoffs | Playoffs | Playoffs | Playoffs | Playoffs                             |
| Time      | Ano     | J                 | V                 | D                 | %                 | Classificação          | J        | V        | D        | %        | Resultado final                      |
| --------- | ------- | ----------------- | ----------------- | ----------------- | ----------------- | ---------------------- | -------- | -------- | -------- | -------- | ------------------------------------ |
| Atlanta   | 2002–03 | 55                | 24                | 31                | .436              | 5º na Divisão Central  | —        | —        | —        | —        | Não foi para os playoffs             |
| Atlanta   | 2003–04 | 82                | 28                | 54                | .341              | 7º na Divisão Central  | —        | —        | —        | —        | Não foi para os playoffs             |
| Milwaukee | 2005–06 | 82                | 40                | 42                | .488              | 5º na Divisão Central  | 5        | 1        | 4        | .200     | Perdeu na primeira rodada            |
| Milwaukee | 2006–07 | 64                | 23                | 41                | .359              | (demitido)             | —        | —        | —        | —        | —                                    |
| Portland  | 2012–13 | 82                | 33                | 49                | .402              | 4º na Divisão Noroeste | —        | —        | —        | —        | Não foi para os playoffs             |
| Portland  | 2013–14 | 82                | 54                | 28                | .659              | 2º na Divisão Noroeste | 11       | 5        | 6        | .455     | Perdeu nas Semifinais da Conferência |
| Portland  | 2014–15 | 82                | 51                | 31                | .622              | 1º na Divisão Noroeste | 5        | 1        | 4        | .200     | Perdeu na primeira rodada            |
| Portland  | 2015–16 | 82                | 44                | 38                | .537              | 2º na Divisão Noroeste | 11       | 5        | 6        | .455     | Perdeu nas Semifinais da Conferência |
| Portland  | 2016–17 | 82                | 41                | 41                | .500              | 3º na Divisão Noroeste | 4        | 0        | 4        | .000     | Perdeu na primeira rodada            |
| Portland  | 2017–18 | 82                | 49                | 33                | .598              | 1º na Divisão Noroeste | 4        | 0        | 4        | .000     | Perdeu na primeira rodada            |
| Portland  | 2018–19 | 82                | 53                | 29                | .646              | 2º na Divisão Noroeste | 16       | 8        | 8        | .500     | Perdeu nas finais da Conferência     |
| Portland  | 2019–20 | 74                | 35                | 39                | .473              | 4º na Divisão Noroeste | 5        | 1        | 4        | .200     | Perdeu na primeira rodada            |
| Portland  | 2020–21 | 72                | 42                | 30                | .583              | 3º na Divisão Noroeste | 6        | 2        | 4        | .333     | Perdeu na primeira rodada            |
| Time      | Time    | 1.003             | 517               | 486               | .511              |                        | 67       | 23       | 44       | .260     |                                      |